# G.D. Falksen
G.D. Falksen (geboren als Geoffrey D. Falksen, 31 juli 1982) is een Amerikaans essayist en schrijver, van onder andere sciencefiction, horror, historische fictie, fantasy, en pulp. Hij is vooral bekend van zijn bijdrage aan het steampunk-genre.

## Biografie
Falksen studeerde aan het Sarah Lawrence College van Bronxville, New York (2001–2005), Albertus Magnus College van New Haven (sinds 2005), en Southern Connecticut State University van New Haven (sinds 2007).
In 2008 verkreeg zijn steampunk-werk populariteit. Zijn werk omvat onder andere korte verhalen die zich afspelen in de fictieve "Cities of Ether". Verder heeft hij enkele avonturenromans geschreven zoals "An Unfortunate Engagement" en "The Mask of Tezcatlipoca".
Falksen schrijft een blog voor de sciencefictionwebsite Tor.com, waarin hij verschillende onderwerpen behandelt zoals reviews. Hij heeft ook essays geschreven voor verschillende steampunk-evenementen zoals de Steampunk Art Exhibition in het Museum of the History of Science in Oxford.
Falksen wordt ook vaak gevraagd om lezingen te houden op bijeenkomsten.